# ネイビーシールズ ナチスの金塊を奪還せよ!
『ネイビーシールズ ナチスの金塊を奪還せよ!』（ネイビーシールズ ナチスのきんかいをだっかんせよ!、原題：Renegades）は、2017年制作のアクション映画。リュック・ベッソン製作・脚本。

## あらすじ
1995年、マット率いる5人のネイビー・シールズ部隊は、紛争末期のサラエヴォで作戦を展開していた。
そんなある日、メンバーの1人が、恋に落ちた現地のウェイトレスから、湖に眠るナチスの金塊の話を聞く。
その金塊は重さ27トン、総額は3億ドルに及ぶ膨大なもので、彼はウェイトレスからその金塊があれば、戦争に苦しむ避難民を救うことができるので、是非引き揚げてほしいと懇願される。
こうして5人は引き揚げ作戦を計画するが、その湖は敵の陣地内にあるため、実行には困難が予想された。
それでも5人は水深45メートルの湖から、8時間という限られた時間で金塊を運び出す作戦を実行に移す。

## キャスト
※括弧内は日本語吹替
- マット・バーンズ - サリバン・ステイプルトン（小原雅人）

ネイビーシールズのリーダー。
- スタントン・ベイカー - チャーリー・ビューリー（英語版）（酒巻光宏）

ネイビーシールズの一員。ララと付き合っている。
- ララ・シミッチ - シルヴィア・フークス（吉田麻実）

ウェイトレス。美人と称される容姿だが性格はクール。スタントンと付き合っている。
- ベン・モラン - ジョシュア・ヘンリー（宮本誉之）

ネイビーシールズの一員。策略家を自称する。
- カート・ダッフィー - ディアミッド・マルタ（英語版）（伊原正明）

ネイビーシールズの一員。血の気が多い。
- ジャクソン・ポーター（JP） - ディミトリー・レオニダス（英語版）（駒田航）

ネイビーシールズの一員。火器の扱いに長けている。
- ペトロヴィッチ - クレーメンス・シック（英語版）（俊藤光利）

サエラボの軍人。
- ジム・レイニー - ユエン・ブレムナー（佐々木睦）
- ジェイコブ・レヴィン少将 - J・K・シモンズ（立川三貴）

少将。マットたちの教官。
- ボリス - アラン・ブラゼヴィッチ (ボルケーノ太田)
- ミルジェンコ - カリム・シェリフ (佐治和也)
- ミリッチ - ピーター・ディヴァー (佐々木義人)

将軍。
- 指揮官 - スヴェン・ワースナー (東條達也)

5人のネイビーシールズに手を焼いている。